# Geely Galaxy E8

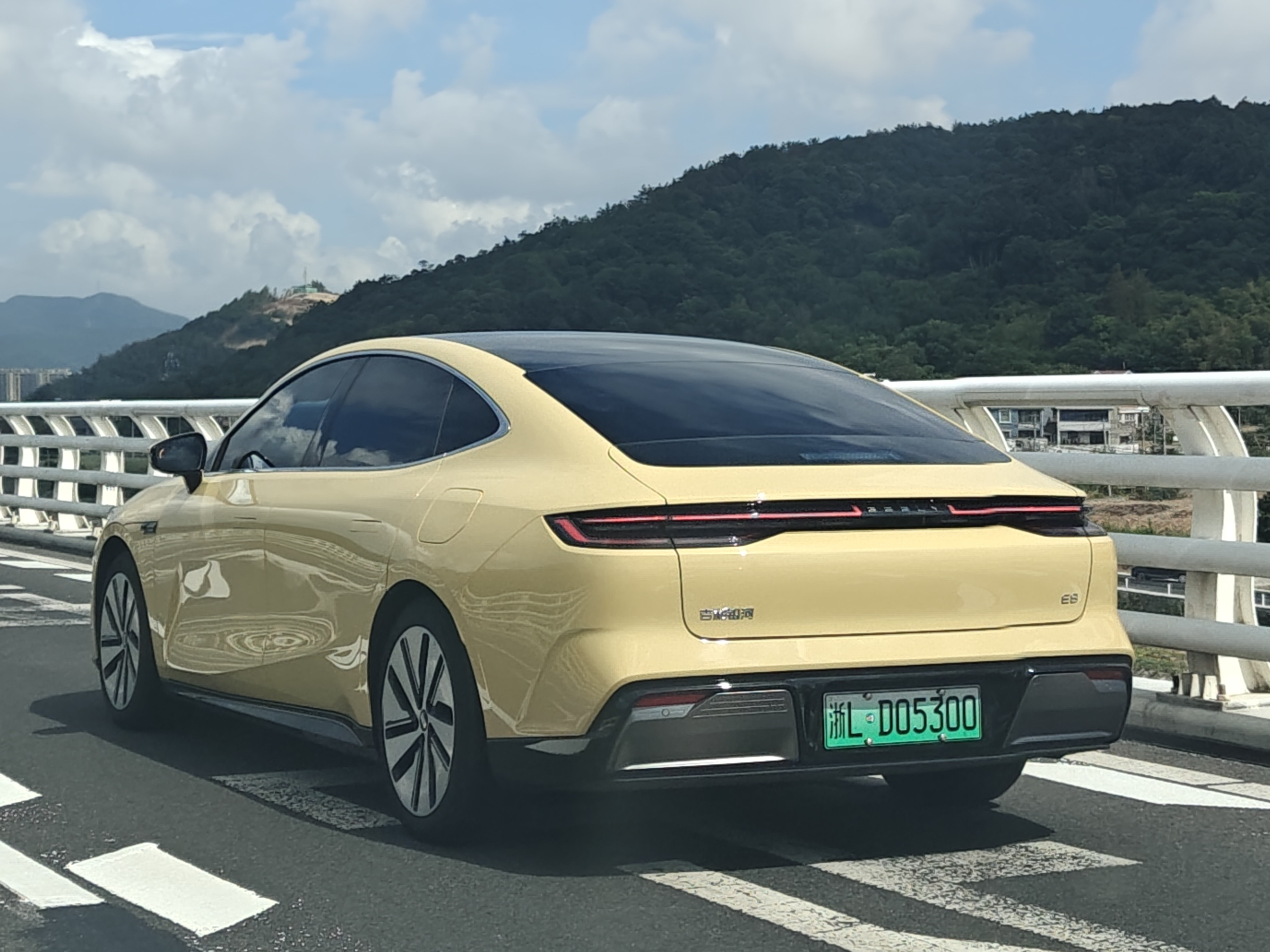
Heckansicht

Der Geely Galaxy E8 ist eine Limousine der oberen Mittelklasse des chinesischen Automobilherstellers Geely. Ein Fahrzeug mit ähnlichen Abmessungen und Plug-in-Hybrid-Antrieb ist der Geely Galaxy Xingyao 8.

## Geschichte
Die Limousine ging aus dem Konzeptfahrzeug Geely Galaxy Light hervor und wurde auf der Guangzhou Auto Show im November 2023 offiziell vorgestellt. Der Verkauf auf dem Heimatmarkt China begann direkt nach der Autoausstellung.

## Technik
Besonderes Augenmerk lag bei diesem Modell auf der Aerodynamik. So soll der cw-Wert lediglich 0,199 betragen. Damit zählt der Galaxy E8 zu den Serienfahrzeugen mit dem geringsten Luftwiderstandsbeiwert.
Basis bildet die sogenannte Sustainable Experience Architecture (SEA)-Plattform des Geely-Konzerns. Daraus abgeleitet werden drei Antriebsversionen. Das Basismodell nutzt eine 400-Volt-Technik und einen 200 kW (272 PS) starken Elektromotor an der Hinterachse. Der damit verbundene 62 kWh große LFP-Akku soll eine Reichweite von 550 km nach dem chinesischen Messzyklus CTLC ermöglichen. Als zweite Variante ist für denselben Antrieb auch ein Akku mit 76 kWh Kapazität verfügbar. Die Reichweite beträgt dann 665 km. Das leistungsstärkste Modell nutzt hingegen eine 800-Volt-Technik und zwei Elektromotoren (vorne: 165 kW (224 PS), hinten: 310 kW (421 PS)), die zusammen einen Allradantrieb ergeben. Hier soll der 76 kWh große Akku für 620 km Reichweite sorgen. Die Heckantriebs-Varianten wurden im März 2025 überarbeitet. Außerdem nutzt das Fahrzeug fortan Lidar-Technik.
Im Innenraum befindet sich ein 45 Zoll großer Bildschirm, der alle Anzeigen und Bedienelemente für das Infotainmentsystem vereint.

### Technische Daten
|                            | Galaxy E8                     |                               |                               |                               |                               |
| Bauzeitraum                | 11/2023–03/2025               | 11/2023–03/2025               | seit 03/2025                  | seit 03/2025                  | seit 11/2023                  |
| Motorkenndaten             |                               |                               |                               |                               |                               |
| Motortyp                   | Elektromotor hinten           | Elektromotor hinten           | Elektromotor hinten           | Elektromotor hinten           | Elektromotor vorne und hinten |
| max. Leistung              | 200 kW (272 PS)               | 200 kW (272 PS)               | 250 kW (340 PS)               | 250 kW (340 PS)               | 475 kW (646 PS)               |
| max. Drehmoment            | 343 Nm                        | 343 Nm                        | 373 Nm                        | 373 Nm                        | 710 Nm                        |
| Kraftübertragung           |                               |                               |                               |                               |                               |
| Antrieb                    | Hinterradantrieb              | Hinterradantrieb              | Hinterradantrieb              | Hinterradantrieb              | Allradantrieb                 |
| Getriebe                   | Festes Übersetzungsverhältnis | Festes Übersetzungsverhältnis | Festes Übersetzungsverhältnis | Festes Übersetzungsverhältnis | Festes Übersetzungsverhältnis |
| Antriebsbatterie           |                               |                               |                               |                               |                               |
| Zellchemie                 | LFP                           | LFP                           | LFP                           | LFP                           | LFP                           |
| Energieinhalt              | 62 kWh                        | 76 kWh                        | 62 kWh                        | 76 kWh                        | 76 kWh                        |
| Messwerte                  |                               |                               |                               |                               |                               |
| Leergewicht                | 1905 kg                       | 2030 kg                       | 1905 kg                       | 2030 kg                       | 2150 kg                       |
| Höchstgeschwindigkeit      | 190 km/h                      | 190 km/h                      | 210 km/h                      | 210 km/h                      | 210 km/h                      |
| Beschleunigung, 0–100 km/h | 6,0 s                         | 6,0 s                         | 5,5 s                         | 5,6 s                         | 3,5 s                         |
| Reichweite nach CLTC       | 550 km                        | 665 km                        | 575 km                        | 700 km                        | 620 km                        |